# André Collière
André Collière, né le 8 décembre 1915 à Millau et décédé le 13 février 2013 à Castelnau-le-Lez, est un homme politique français.

## Biographie
Il a été officier de cavalerie et résistant durant la Seconde Guerre mondiale. Devenu agent d'assurances, il donnait aussi des cours à l'école supérieure de commerce.

## Mandats électifs
- Député de la troisième circonscription de l'Hérault (1968-1973)
- Adjoint au maire de Castelnau-le-Lez (1983-1989)